# Eylül Ersöz
Eylül Ersöz (* 6. September 2001 in Istanbul) ist eine türkische Schauspielerin.

## Biografie
Eylül Ersöz wurde am 6. September 2001 in Istanbul geboren. Sie besuchte die Adıgüzel Sanatlar Lisesi. Ihr Debüt gab sie 2019 in der Fernsehserie Gülperi. Danach war sie 2021 in Hekimoğlu zu sehen. Im selben Jahr spielte sie in der Serie Bir Ada Masalı die Hauptrolle. Unter anderem wurde sie 2022 für den Film Kurak Günler gecastet. Ihre nächste Hauptrolle bekam sie in Ben Bu Boşluğu Nasıl. Anschließend spielte sie 2023 in der Serie Yürek Çikmazı eine Nebenrolle.

## Filmografie
Filme
- 2022: Kurak Günler

Serien
- 2018: Gülperi
- 2021: Hekimoğlu
- 2021: Bir Ada Masalı
- 2023: Ben Bu Boşluğu Nasıl
- 2023: Yürek Çikmazı